# ميشيل لامبرت
ميشيل لامبرت (بالإنجليزية: Michelle Lambert)‏ هي موسيقية وملحنة ومغنية مؤلفة أمريكية، ولدت في 2 مايو 1985 في كوفلو في الولايات المتحدة.

## وصلات خارجية
- الموقع الرسمي
- ميشيل لامبرت على موقع ميوزك برينز (الإنجليزية)
- ميشيل لامبرت على موقع أول ميوزيك (الإنجليزية)
- ميشيل لامبرت على موقع ديسكوغز (الإنجليزية)